# Windsurf World Cup 2021
Der Windsurf World Cup 2021 begann mit dem Slalom World Cup in Tiberias (Israel) Ende Juni 2021 und endete mit dem Grand Slam in Marignane (Frankreich) vom 12. bis zum 21. November 2012. Aufgrund der COVID-19-Pandemie wurde wie schon im Vorjahr der Großteil der Wettkämpfe abgesagt und es konnten daher erneut keine Weltmeister in der Disziplin Wave gekürt werden.
Neben den drei World-Cup-Stationen der Erwachsenen fand auch ein Junior World Cup in Klitmøller (Dänemark) statt.

## Klassifizierung der Events
Die in der vergangenen Saison eingeführte Sternewertung klassifiziert die verschiedenen Events und soll dazu dienen, dass auch kleinere Events als World Cups eingestuft werden können.
- 1★ bis 3★: weniger als das minimale Preisgeld, geringere Punkte für die Wertungen
- 4★: eine Disziplin für Männer oder Frauen
- 5★: eine Disziplin für Männer und Frauen
- 6★: mehr als zwei Disziplinen oder mehr als das minimale Preisgeld
- 7★: mehr als zwei Disziplinen und mehr als das minimale Preisgeld

## World-Cup-Wertungen

### Freestyle
| Rang | Name                   | Land          | Punkte |
| ---- | ---------------------- | ------------- | ------ |
| 01   | Amado Vrieswijk        | Bonaire       | 10.000 |
| 02   | Adrien Bosson          | Frankreich    | 09.900 |
| 03   | Yentel Caers           | Belgien       | 09.800 |
| 04   | Gollito Estredo        | Venezuela     | 09.700 |
| 05   | Sam Esteve             | Frankreich    | 09.450 |
| 05   | Youp Schmit            | Bonaire       | 09.450 |
| 05   | Jacopo Testa           | Italien       | 09.450 |
| 05   | Steven van Broeckhoven | Belgien       | 09.450 |
| 09   | Nicolas Akgazciyan     | Frankreich    | 08.850 |
| 09   | Antoine Albert         | Neukaledonien | 08.850 |
| 09   | Elton Frans            | Bonaire       | 08.850 |
| 09   | Dudu Levi              | Israel        | 08.850 |
| 09   | Balz Müller            | Schweiz       | 08.850 |
| 09   | Lennart Neubauer       | Deutschland   | 08.850 |
| 09   | Antony Ruenes          | Frankreich    | 08.850 |
| 09   | Dieter van der Eyken   | Belgien       | 08.850 |

| Rang | Name                 | Land        | Punkte |
| ---- | -------------------- | ----------- | ------ |
| 01   | Sarah-Quita Offringa | Aruba       | 10.000 |
| 02   | Maaike Huvermann     | Niederlande | 09.900 |
| 03   | Oda Johanne Brødholt | Norwegen    | 09.800 |
| 04   | Lina Eržen           | Slowenien   | 09.700 |
| 05   | Lina Erpenstein      | Deutschland | 09.450 |
| 05   | Salome Fournier      | Frankreich  | 09.450 |
| 05   | Lisa Kloster         | Deutschland | 09.450 |
| 05   | Olya Raskina         | Russland    | 09.450 |
| 09   | Sterre Meijer        | Niederlande | 09.200 |

### Slalom
| Rang | Name             | Land          | Punkte |
| ---- | ---------------- | ------------- | ------ |
| 01   | Nicolas Goyard   | Frankreich    | 10.300 |
| 02   | Pierre Mortefon  | Frankreich    | 10.200 |
| 03   | William Huppert  | Frankreich    | 10.100 |
| 04   | Maciek Rutkowski | Polen         | 10.000 |
| 05   | Antoine Albeau   | Frankreich    | 09.900 |
| 06   | Enrico Marotti   | Kroatien      | 09.800 |
| 07   | Matteo Iachino   | Italien       | 09.700 |
| 08   | Basil Jacquin    | Neukaledonien | 09.600 |
| 09   | Alexandre Cousin | Frankreich    | 09.500 |
| 10   | Jordy Vonk       | Niederlande   | 09.400 |

| Rang | Name                    | Land                   | Punkte |
| ---- | ----------------------- | ---------------------- | ------ |
| 01   | Sarah-Quita Offringa    | Aruba                  | 10.300 |
| 02   | Marion Mortefon         | Frankreich             | 10.200 |
| 03   | Delphine Cousin Questel | Frankreich             | 10.100 |
| 04   | Sarah Jackson           | Vereinigtes Königreich | 10.000 |
| 05   | Sara Wennekes           | Niederlande            | 09.900 |
| 06   | Tuesday-Lou Judd        | Neukaledonien          | 09.800 |
| 07   | Oda Johanne Brødholt    | Norwegen               | 09.700 |
| 08   | Blanca Alabau           | Spanien                | 09.600 |
| 09   | Alice Read              | Vereinigtes Königreich | 09.500 |
| 10   | Tamar Steinberg         | Israel                 | 09.400 |

### Foil
| Rang | Name                    | Land                   | Punkte |
| ---- | ----------------------- | ---------------------- | ------ |
| 01   | Marion Mortefon         | Frankreich             | 10.300 |
| 02   | Helle Oppedal           | Norwegen               | 10.200 |
| 03   | Blanca Alabau           | Spanien                | 10.100 |
| 04   | Sarah-Quita Offringa    | Aruba                  | 10.000 |
| 05   | Sara Wennekes           | Niederlande            | 09.900 |
| 06   | Alice Read              | Vereinigtes Königreich | 09.800 |
| 07   | Linoy Geva              | Israel                 | 09.700 |
| 08   | Daniele Peleg           | Israel                 | 09.600 |
| 09   | Delphine Cousin Questel | Frankreich             | 09.500 |
| 10   | Maya Morris             | Israel                 | 09.400 |

## Podestplatzierungen Männer

### Wave
| ★  | Datum               | Ort            | 1. Platz                                      | 2. Platz                                      | 3. Platz                                      |
| -- | ------------------- | -------------- | --------------------------------------------- | --------------------------------------------- | --------------------------------------------- |
| 5★ | 09.07. – 17.07.2021 | Pozo Izquierdo | Aufgrund der COVID-19-Pandemie abgesagt.      | Aufgrund der COVID-19-Pandemie abgesagt.      | Aufgrund der COVID-19-Pandemie abgesagt.      |
| 5★ | 08.08. – 15.08.2021 | El Médano      | Aufgrund der COVID-19-Pandemie abgesagt.      | Aufgrund der COVID-19-Pandemie abgesagt.      | Aufgrund der COVID-19-Pandemie abgesagt.      |
| 7★ | 24.09. – 03.10.2021 | Sylt           | Aufgrund der COVID-19-Pandemie abgesagt.      | Aufgrund der COVID-19-Pandemie abgesagt.      | Aufgrund der COVID-19-Pandemie abgesagt.      |
| 6★ | 12.11. – 21.11.2021 | Marignane      | Aufgrund von zu wenig Wind nicht ausgetragen. | Aufgrund von zu wenig Wind nicht ausgetragen. | Aufgrund von zu wenig Wind nicht ausgetragen. |

### Freestyle
| ★  | Datum               | Ort         | 1. Platz                                 | 2. Platz                                 | 3. Platz                                 |
| -- | ------------------- | ----------- | ---------------------------------------- | ---------------------------------------- | ---------------------------------------- |
| 6★ | 29.07. – 07.08.2021 | Costa Calma | Aufgrund der COVID-19-Pandemie abgesagt. | Aufgrund der COVID-19-Pandemie abgesagt. | Aufgrund der COVID-19-Pandemie abgesagt. |
| 7★ | 24.09. – 03.10.2021 | Sylt        | Aufgrund der COVID-19-Pandemie abgesagt. | Aufgrund der COVID-19-Pandemie abgesagt. | Aufgrund der COVID-19-Pandemie abgesagt. |
| 6★ | 12.11. – 21.11.2021 | Marignane   | Amado Vrieswijk                          | Adrien Bosson                            | Yentel Caers                             |

### Slalom
| ★  | Datum               | Ort                | 1. Platz                                                                     | 2. Platz                                                                     | 3. Platz                                                                     |
| -- | ------------------- | ------------------ | ---------------------------------------------------------------------------- | ---------------------------------------------------------------------------- | ---------------------------------------------------------------------------- |
| 5★ | 04.05. – 09.05.2021 | Marignane          | Aufgrund der COVID-19-Pandemie auf den 12. bis 21. November 2021 verschoben. | Aufgrund der COVID-19-Pandemie auf den 12. bis 21. November 2021 verschoben. | Aufgrund der COVID-19-Pandemie auf den 12. bis 21. November 2021 verschoben. |
| 4★ | 08.06. – 13.06.2021 | Sant Pere Pescador | Aufgrund der COVID-19-Pandemie abgesagt.                                     | Aufgrund der COVID-19-Pandemie abgesagt.                                     | Aufgrund der COVID-19-Pandemie abgesagt.                                     |
| 5★ | 21.06. – 25.06.2021 | Tiberias           | Nicolas Goyard                                                               | Pierre Mortefon                                                              | William Huppert                                                              |
| 5★ | 21.06. – 26.06.2021 | Viana do Castelo   | Aufgrund der COVID-19-Pandemie abgesagt.                                     | Aufgrund der COVID-19-Pandemie abgesagt.                                     | Aufgrund der COVID-19-Pandemie abgesagt.                                     |
| 2★ | 02.07. – 07.07.2021 | Bol                | Maciek Rutkowski                                                             | Enrico Marotti                                                               | Matteo Iachino                                                               |
| 5★ | 20.07. – 25.07.2021 | Pottuvil           | Aufgrund der COVID-19-Pandemie abgesagt.                                     | Aufgrund der COVID-19-Pandemie abgesagt.                                     | Aufgrund der COVID-19-Pandemie abgesagt.                                     |
| 6★ | 29.07. – 07.08.2021 | Costa Calma        | Aufgrund der COVID-19-Pandemie abgesagt.                                     | Aufgrund der COVID-19-Pandemie abgesagt.                                     | Aufgrund der COVID-19-Pandemie abgesagt.                                     |
| 5★ | 03.09. – 08.09.2021 | Ulsan              | Aufgrund der COVID-19-Pandemie abgesagt.                                     | Aufgrund der COVID-19-Pandemie abgesagt.                                     | Aufgrund der COVID-19-Pandemie abgesagt.                                     |
| 7★ | 24.09. – 03.10.2021 | Sylt               | Aufgrund der COVID-19-Pandemie abgesagt.                                     | Aufgrund der COVID-19-Pandemie abgesagt.                                     | Aufgrund der COVID-19-Pandemie abgesagt.                                     |
| 5★ | 01.11. – 07.11.2021 | Nouméa             | Aufgrund der COVID-19-Pandemie abgesagt.                                     | Aufgrund der COVID-19-Pandemie abgesagt.                                     | Aufgrund der COVID-19-Pandemie abgesagt.                                     |
| 6★ | 12.11. – 21.11.2021 | Marignane          | Aufgrund von zu wenig Wind nicht ausgetragen.                                | Aufgrund von zu wenig Wind nicht ausgetragen.                                | Aufgrund von zu wenig Wind nicht ausgetragen.                                |

## Podestplatzierungen Frauen

### Wave
| ★  | Datum               | Ort            | 1. Platz                                      | 2. Platz                                      | 3. Platz                                      |
| -- | ------------------- | -------------- | --------------------------------------------- | --------------------------------------------- | --------------------------------------------- |
| 5★ | 09.07. – 17.07.2021 | Pozo Izquierdo | Aufgrund der COVID-19-Pandemie abgesagt.      | Aufgrund der COVID-19-Pandemie abgesagt.      | Aufgrund der COVID-19-Pandemie abgesagt.      |
| 5★ | 08.08. – 15.08.2021 | El Médano      | Aufgrund der COVID-19-Pandemie abgesagt.      | Aufgrund der COVID-19-Pandemie abgesagt.      | Aufgrund der COVID-19-Pandemie abgesagt.      |
| 6★ | 12.11. – 21.11.2021 | Marignane      | Aufgrund von zu wenig Wind nicht ausgetragen. | Aufgrund von zu wenig Wind nicht ausgetragen. | Aufgrund von zu wenig Wind nicht ausgetragen. |

### Freestyle
| ★  | Datum               | Ort         | 1. Platz                                 | 2. Platz                                 | 3. Platz                                 |
| -- | ------------------- | ----------- | ---------------------------------------- | ---------------------------------------- | ---------------------------------------- |
| 6★ | 29.07. – 07.08.2021 | Costa Calma | Aufgrund der COVID-19-Pandemie abgesagt. | Aufgrund der COVID-19-Pandemie abgesagt. | Aufgrund der COVID-19-Pandemie abgesagt. |
| 6★ | 12.11. – 21.11.2021 | Marignane   | Sarah-Quita Offringa                     | Maaike Huvermann                         | Oda Johanne Brødholt                     |

### Slalom
| ★  | Datum               | Ort              | 1. Platz                                                                     | 2. Platz                                                                     | 3. Platz                                                                     |
| -- | ------------------- | ---------------- | ---------------------------------------------------------------------------- | ---------------------------------------------------------------------------- | ---------------------------------------------------------------------------- |
| 5★ | 04.05. – 09.05.2021 | Marignane        | Aufgrund der COVID-19-Pandemie auf den 12. bis 21. November 2021 verschoben. | Aufgrund der COVID-19-Pandemie auf den 12. bis 21. November 2021 verschoben. | Aufgrund der COVID-19-Pandemie auf den 12. bis 21. November 2021 verschoben. |
| 5★ | 21.06. – 25.06.2021 | Tiberias         | Sarah-Quita Offringa                                                         | Marion Mortefon                                                              | Delphine Cousin Questel                                                      |
| 5★ | 21.06. – 26.06.2021 | Viana do Castelo | Aufgrund der COVID-19-Pandemie abgesagt.                                     | Aufgrund der COVID-19-Pandemie abgesagt.                                     | Aufgrund der COVID-19-Pandemie abgesagt.                                     |
| 2★ | 02.07. – 07.07.2021 | Bol              | Sara Wennekes                                                                | Tuesday-Lou Judd                                                             | Palma Cargo                                                                  |
| 5★ | 20.07. – 25.07.2021 | Pottuvil         | Aufgrund der COVID-19-Pandemie abgesagt.                                     | Aufgrund der COVID-19-Pandemie abgesagt.                                     | Aufgrund der COVID-19-Pandemie abgesagt.                                     |
| 5★ | 03.09. – 08.09.2021 | Ulsan            | Aufgrund der COVID-19-Pandemie abgesagt.                                     | Aufgrund der COVID-19-Pandemie abgesagt.                                     | Aufgrund der COVID-19-Pandemie abgesagt.                                     |
| 5★ | 01.11. – 07.11.2021 | Nouméa           | Aufgrund der COVID-19-Pandemie abgesagt.                                     | Aufgrund der COVID-19-Pandemie abgesagt.                                     | Aufgrund der COVID-19-Pandemie abgesagt.                                     |
| 6★ | 12.11. – 21.11.2021 | Marignane        | Aufgrund von zu wenig Wind nicht ausgetragen.                                | Aufgrund von zu wenig Wind nicht ausgetragen.                                | Aufgrund von zu wenig Wind nicht ausgetragen.                                |

### Foil
| ★  | Datum               | Ort       | 1. Platz                                                                     | 2. Platz                                                                     | 3. Platz                                                                     |
| -- | ------------------- | --------- | ---------------------------------------------------------------------------- | ---------------------------------------------------------------------------- | ---------------------------------------------------------------------------- |
| 5★ | 04.05. – 09.05.2021 | Marignane | Aufgrund der COVID-19-Pandemie auf den 12. bis 21. November 2021 verschoben. | Aufgrund der COVID-19-Pandemie auf den 12. bis 21. November 2021 verschoben. | Aufgrund der COVID-19-Pandemie auf den 12. bis 21. November 2021 verschoben. |
| 5★ | 21.06. – 25.06.2021 | Tiberias  | Marion Mortefon                                                              | Helle Oppedal                                                                | Blanca Alabau                                                                |
| 2★ | 02.07. – 07.07.2021 | Bol       | Sara Wennekes                                                                | Palma Cargo                                                                  | Helle Oppedal                                                                |
| 5★ | 20.07. – 25.07.2021 | Pottuvil  | Aufgrund der COVID-19-Pandemie abgesagt.                                     | Aufgrund der COVID-19-Pandemie abgesagt.                                     | Aufgrund der COVID-19-Pandemie abgesagt.                                     |
| 5★ | 03.09. – 08.09.2021 | Ulsan     | Aufgrund der COVID-19-Pandemie abgesagt.                                     | Aufgrund der COVID-19-Pandemie abgesagt.                                     | Aufgrund der COVID-19-Pandemie abgesagt.                                     |
| 5★ | 01.11. – 07.11.2021 | Nouméa    | Aufgrund der COVID-19-Pandemie abgesagt.                                     | Aufgrund der COVID-19-Pandemie abgesagt.                                     | Aufgrund der COVID-19-Pandemie abgesagt.                                     |
| 6★ | 12.11. – 21.11.2021 | Marignane | Aufgrund von zu wenig Wind nicht ausgetragen.                                | Aufgrund von zu wenig Wind nicht ausgetragen.                                | Aufgrund von zu wenig Wind nicht ausgetragen.                                |